# Kristen Denkers
Kristen Denkers (13 december 1977) is een Nederlands actrice.
Denkers is in 2000 afgestudeerd aan de Amsterdamse Hogeschool voor de Kunsten. Ze speelde in een aantal toneelgezelschappen waaronder, Het Nationale  Toneel en het Noord Nederlands Toneel. Ook richtte ze in 2002 samen met Thijs Römer, Michel Sluysmans, Niels Croiset en Christiaan Mooij het theatergezelschap Annette Speelt op. Denkers speelde ook in film- en televisieproducties, waaronder de in 2015 uitgebrachte dramaserie De Fractie met een vaste rol van Jiska Willink. Sinds 2013 is ze ook docent aan de Amsterdamse Hogeschool voor de Kunsten.

## Theater
- 1999: Hendrik de vierde
- 2000: De Kersentuin
- 2001: Het huis van Bernarda Alba
- 2001: Othello
- 2001: Arturo Ui
- 2001: Lenny Bruce
- 2002-2006: Annette Speelt te Den Haag
- 2003: De Perzen
- 2003: Kaas
- 2003: Vleesch
- 2004: Richard III
- 2004: 't Zal je kind maar wezen
- 2004: Kippie
- 2005: Nu
- 2006: Het Licht
- 2007: Are you ready, are you ready for Love
- 2007: Overwinteren
- 2009-2014: Nachtgasten
- 2014-2015: Hij Gelooft in Mij
- 2015-2016: De Tweeling
- 2017: Terror